# جراحی صرع
جراحی صرع شامل یک جراحی مغز و اعصاب است و ناحیه‌ای از مغز که در تشنج درگیر است را قطع یا تحریک می‌کنند. هدف از بین بردن تشنج یا کاهش قابل توجهی در قدرت تشنج می‌باشد. تقریباً ۶۰٪ از افراد مبتلا به صرع (۰٫۴٪ از جمعیت کشورهای صنعتی) دارای سندرم صرع کانونی هستند. ۱۵ تا ۲۰ درصد از این بیماران تشنجشان با داروهای ضدصرع کنترل نمی‌شود و از آنجا که تشنج‌های کنترل نشده دارای خطراتی از جمله آسیب و مرگ ناگهانی هستند، چنین بیمارانی کاندید جراحی صرع می‌شوند.
به‌طور کلی، جراحی در بیمارانی مورد بررسی قرار می‌گیرد که تشنج آنها با یک یا دو دوره درمان با داروهای ضد صرع نمی‌تواند کنترل شود. جراحی صرع برای بیش از یک قرن انجام شده‌است، اما استفاده از آن در سال‌های ۱۹۸۰ و ۱۹۹۰ به‌طور چشمگیری افزایش یافته‌است.

## ارزیابی جراحی صرع
ارزیابی جراحی صرع برای پیدا کردن محل صحیح اختلال صرع و تعیین اینکه آیا جراحی عملکرد مغز را مختل می‌کند یا خیر، می‌باشد. جراحی مؤثر شامل برداشتن یا برش دادن بافت مغزی که شامل ناحیهٔ اختلال صرع می‌باشد. این ارزیابی به‌طور معمول شامل معاینهٔ عصبی ،EEG معمولی،EEG طولانی مدت، ارزیابی فیزیولوژی اعصاب و MRI می‌باشد. هنگامی که ناحیهٔ اختلال صرع تعیین شد، نوع عمل جراحی متناسب با ناحیهٔ مورد نظر تعیین می‌شود. جراحی برای درمان صرع عبارتند از: برش لوب گیجگاهی، برداشتن، برش جزئی، برش اکسیپیتال، برش پیشانی، برش خارج گیجگاهی و کولوزوتومی.

## برش لوب گیجگاهی
جراحی برش لوب گیجگاهی برای بیماران با صرع در ناحیهٔ لوب گیجگاهی می‌باشد. تشنج لوب گیجگاهی از رایج‌ترین انواع تشنج صرعی می‌باشد که جراحی شامل بریدن بافت مغز در ناحیهٔ لوب گیجگاهی به منظور حذف کردن ناحیهٔ تشنج می‌باشد. این جراحی در ۶۵٪ از بیماران صرعی که مبتلا به صرع لوب گیجگاهی هستند نتابج موفقیت‌آمیزی دارا می‌باشد و مطالعات نشان داده‌است که۶۳ درصد از بیمارانی که تحت این جراحی قرار می‌گیرند می‌توانند برای مدت طولانی بدون تشنج به زندگی خود ادامه دهند. این جراحی عوارضی از قبیل از دست دادن بخشی از حافظه را می‌تواند دارا باشد که جراحی بخش راست لوب گیجگاهی می‌تواند منجر به از دست دادن حافظهٔ دیداری و بخش چپ لوب گیجگاهی می‌تواند منجر به از دست دادن حافظهٔ زبانی شود.

## برش لوب خارجی گیجگاهی
برش لوب خارج گیجگاهی به عنوان یک گزینه برای بیماران مبتلا به صرع خارج گیجگاهی، لوب اکسیپیتال، لوب پیشانی یا چندین لوب هستند، می‌باشد. 67 درصد از بیمارانی که تحت این جراحی قرار می‌گیرند می‌توانند بدون تشنج به زندگی خود ادامه دهند.

## خطر‌های جراحی مغز
جراحی مغز فواید بالقوه‌ای دارد که می‌تواند زندگی فرد دارای بیماری صرع را بهبود ببخشد اما همچنان شامل خطرات جدی نیز می‌باشد که انواع مختلف جراحی مغز شامل خطرات مختلفی می‌باشد. این خطرات عبارتند از:
- عفونت
- سکته‌ی مغزی
- فلج
- مشکلات گفتاری
- از دست دادن بینایی
- از دست دادن توانایی حرکتی
- تشنج‌های بیشتر

زمان نقاهت بعد از عمل جراحی می‌تواند طولانی باشد و ممکن است لازم باشد بعد از جراحی،مصرف داروهای ضد انعقاد را انجام دهید.
https://www.epilepsysociety.org.uk/epilepsy-surgery